# Municipio Quiabaya
Das Municipio Quiabaya liegt im Departamento La Paz im südamerikanischen Anden-Staat Bolivien.

## Lage im Nahraum
Das Municipio Quiabaya ist eines von acht Municipios der Provinz Larecaja und liegt im westlichen Teil der Provinz. Es grenzt im Westen an die Provinz Muñecas, im Süden an das Municipio Sorata und im Osten und Norden an das Municipio Tacacoma.
Das Municipio misst von Norden nach Süden zehn Kilometer, von Westen nach Osten fünfzehn Kilometer. Das Municipio hat 34 Ortschaften (localidades), der zentrale Ort des Municipios ist die Ortschaft Quiabaya mit 378 Einwohnern (Volkszählung 2012) im östlichen Teil des Municipios.

## Geographie
Das Municipio Quiabaya liegt in der Hochgebirgskette der Cordillera Real an den westlichen Ausläufern des Illampú-Massivs.
Die mittlere Durchschnittstemperatur der Region liegt bei 18 °C (siehe Klimadiagramm Sorata), der Jahresniederschlag beträgt etwas mehr als 600 mm. Die Region weist ein ausgeprägtes Tageszeitenklima auf, die Monatsdurchschnittstemperaturen schwanken nur unwesentlich zwischen gut 15 °C im Juni/Juli und gut 19 °C im November/Dezember. Die Monatsniederschläge liegen zwischen unter 25 mm in den Monaten Mai bis August und 100 bis 125 mm von Dezember bis Februar.

## Bevölkerung
Die Einwohnerzahl des Municipio Quiabaya ist zwischen 1992 und 2024 auf fast das Doppelte angestiegen:
| Jahr | Einwohner | Quelle       |
| ---- | --------- | ------------ |
| 1992 | 2212      | Volkszählung |
| 2001 | 2680      | Volkszählung |
| 2012 | 2684      | Volkszählung |
| 2024 | 4221      | Volkszählung |

Das Municipio hatte bei der letzten Volkszählung von 2024 eine Bevölkerungsdichte von 41,4 Einwohnern/km², die Lebenserwartung der Neugeborenen im Jahr 2001 lag bei 54,1 Jahren, die Säuglingssterblichkeit war von 11,5 Prozent (1992) auf 9,8 Prozent im Jahr 2001 gesunken, der Alphabetisierungsgrad bei den über 6-Jährigen betrug 72,3 Prozent.
60,1 Prozent der Bevölkerung sprechen Spanisch, 96,0 Prozent sprechen Aymara, und 0,4 Prozent Quechua. (2001)
91,4 Prozent der Bevölkerung haben keinen Zugang zu Elektrizität, 88,5 Prozent leben ohne sanitäre Einrichtung (2001).
60,4 Prozent der 697 Haushalte besitzen ein Radio, 3,2 Prozent einen Fernseher, 7,3 Prozent ein Fahrrad, 2,0 Prozent ein Motorrad, 1,9 Prozent ein Auto, 1,4 Prozent einen Kühlschrank, 0,4 Prozent ein Telefon. (2001)

## Politik
Ergebnis der Regionalwahlen (concejales del municipio) vom 4. April 2010:
| Wahl- berechtigte |  | Wahl- beteiligung | gültige Stimmen |  | MSM    | MAS-IPSP |
| ----------------- |  | ----------------- | --------------- |  | ------ | -------- |
| 1.139             |  | 969               | 715             |  | 437    | 278      |
|                   |  | 85,1 %            | 73,8 %          |  | 61,1 % | 38,9 %   |

Ergebnis der Regionalwahlen (elecciones de autoridades políticas) vom 7. März 2021:
| Wahl- berechtigte |  | Wahl- beteiligung | gültige Stimmen |  | MAS-IPSP | J.A.LLALLA.L.P. | PBCSP  | FPV    | SOL.BO | MTS    | PDC    |
| ----------------- |  | ----------------- | --------------- |  | -------- | --------------- | ------ | ------ | ------ | ------ | ------ |
| 1.370             |  | 1.207             | 9,25            |  | 513      | 349             | 21     | 11     | 8      | 8      | 4      |
|                   |  | 88,10 %           | 76,64 %         |  | 55,46 %  | 37,73 %         | 2,27 % | 1,19 % | 0,86 % | 0,86 % | 0,43 % |

## Gliederung
Das Municipio untergliedert sich nicht weiter in Kantone (cantones).

## Ortschaften im Municipio Quiabaya
- Quiabaya 378 Einw.